# 26243 Sallyfenska
26243 Sallyfenska (tên chỉ định: 1998 QE42) là một tiểu hành tinh vành đai chính. Nó được phát hiện bởi dự án Nghiên cứu tiểu hành tinh gần Trái Đất Lincoln ở Socorro, New Mexico, ngày 17 tháng 8 năm 1998. Nó được đặt theo tên Sally Fenska, an American educator ở Miami, Oklahoma.